# クリストフ・ジャレ
クリストフ・ジャレ（Christophe Jallet, 1983年10月31日 - ）は、フランス・コニャック出身の元フランス代表サッカー選手。現役時代のポジションはディフェンダー。ワイン醸造家の免許を所持している。

## 経歴

### 初期の経歴
1992年、UAコニャックの下部組織に入団し、1998年にシャモア・ニオールFCのユースチームに移籍する。2003年にトップチーム昇格。2006年にFCロリアンに移籍した。

### パリ・サンジェルマンFC
2009年7月6日、パリ・サンジェルマンFCに4年契約で移籍した。当初はセアラの控えとして見られていたが、徐々に頭角を現していき出場機会を増やしていった。2011年、チームはカタールの投資ファンドに買収されると同時に大型補強を敢行。自身のポジションである右サイドバックにもセンターバックからコンバートされたミラン・ビシェヴァツが加わったが、レギュラーは守った。結果的にこの2人を退団に追いやる活躍を見せ、さらには右サイドハーフやセンターハーフとしてもプレーし、万能性を披露した。2012-13シーズンからは前シーズンに出場機会を減らした生え抜きのママドゥ・サコーからキャプテンマークを奪取した。献身的なプレーでこのシーズンから加入したグレゴリー・ファン・デル・ヴィールとのポジション争いに勝ち、19シーズンぶりのリーグ・アン制覇に貢献した。しかし守備面ではルーズなマークが失点の原因となることが多く、シーズン途中にチアゴ・シウヴァにキャプテンの地位をはく奪されるなど、絶対的な存在ではなくなりつつある。
2013-2014シーズンには、グレゴリー・ファン・デル・ヴィールにポジションを奪われ、出場機会が減少した。

### オリンピック・リヨン
2014年7月23日、セルジュ・オーリエの加入に伴いオリンピック・リヨンに3年契約で移籍した。

### OGCニース
2017年7月18日、OGCニースに移籍した。

### アミアンSC
2019年7月23日、アミアンSCに加入。2019-20シーズン終了をもって現役を引退した。

## 代表歴
フランス代表としてディディエ・デシャン監督の下、2012年8月9日にウルグアイ戦でA代表デビューを果たした。9月11日、2014 FIFAワールドカップ・ヨーロッパ予選のベラルーシ戦で初ゴールを記録した。
10月12日の日本代表との親善試合では後半開始と同時にマテュー・ドゥビュシーに代わって途中出場したが、日本の左サイドバックである長友佑都のオーバーラップに終始手を焼いたため、彼の事を「まるでTGVのようだ」と自国フランスの高速鉄道に例えて表現した。なお試合は終了間際にその長友のアシストから香川真司のゴールが決まり、フランスが0-1で敗れた。

## 所属クラブ
- シャモア・ニオールFC 2003-2006
- FCロリアン 2006-2009
- パリ・サンジェルマンFC 2009-2014
- オリンピック・リヨン 2014-2017
- OGCニース 2017-2019
- アミアンSC 2019-2020

## タイトル
クラブ
パリ・サンジェルマンFC
- リーグ・アン 2012-13, 2013-14
- クープ・ドゥ・フランス 2009-10
- クープ・ドゥ・ラ・リーグ 2013-14
- トロフェ・デ・シャンピオン 2013